# Ignacio Allende (Chiapas)
Ignacio Allende es una localidad del estado mexicano de Chiapas. Es parte del municipio de Chiapa de Corzo.

## Toponimia
El nombre de la localidad rinde homenaje a Ignacio Allende, héroe de la Independencia de México.

## Demografía
| Gráfica de evolución demográfica |
|                                  |

| Censo | Población |
| ----- | --------- |
| 1940  | 273       |
| 1950  | 378       |
| 1960  | 266       |
| 1970  | 527       |
| 1980  | 700       |
| 1990  | 1 098     |
| 2000  | 1 092     |
| 2010  | 1 396     |
| 2020  | 1 655     |